# 에단 컷코스키
이선 컷코스키(Ethan Cutkosky, 1999년 8월 19일 ~ )는 미국의 배우, 음악가이다.

## 출연 작품

### 영화
- 산타는 괴로워 (2007)
- 언데드 (2009) - 바토 역
- 컨빅션 (2010) - 이웃 소년 역

### 텔레비전
- 셰임리스 (2011-21) - 칼 갤러거 역
- 로앤오더: 성범죄전담반 (2014, 2022)
- 파워 (2020)